# Mario Soto Benavides
Mario del Tránsito Soto Benavides (Santiago, Chile, 10 de julio de 1950) es un exfutbolista y entrenador chileno. Jugaba de defensa central.

## Trayectoria

### Como futbolista
Mario Soto inició su carrera en Magallanes en el año 1969, club en el que juega hasta 1973.
Fue traspasado a Unión Española en 1974, vigente campeón del fútbol chileno donde logra el Campeonato Nacional de 1975 y el subcampeonato de la Copa Libertadores de ese mismo año. Su gran desempeño lo llevó al Palmeiras brasileño, sin embargo retornó a Chile el año siguiente, fichando por Cobreloa.
Con los loínos llegó a la cúspide de su carrera, siendo capitán y referente de un cuadro naranja que logró los títulos nacionales de 1980, 1982 y 1985 y fue subcampeón de la Copa Libertadores en 1981 y 1982, siendo Soto uno de los tres chilenos (junto a Óscar Wirth y Enzo Escobar) en disputar tres finales de dicho torneo continental.
Tras el título de 1985, deja Cobreloa para fichar en Deportes Concepción y Audax Italiano, dejando la actividad en 1986.
Volverá a la actividad en 1989, siendo campeón de la Tercera División con Lozapenco. Junto con Rodolfo Dubó, Soto fue una de las figuras que incentivaron una gran afluencia de público al Estadio Lozapenco.

### Como entrenador
Comenzó su carrea como entrenador en Unión San Felipe de 2004 a 2005, debiendo renunciar por incumplimientos económicos. En julio de 2005 firmó con Santiago Wanderers, donde renunció el año siguiente.
En 2010, firmó con Cobreloa por toda la temporada, pero tras una irregular campaña, su contrato no fue renovado.

## Selección nacional
Por su destacado rendimiento en Unión Española, Soto debutó en la selección adulta el 10 de julio de 1975 transformándose en un permanente convocado durante diez años, destacando su participación en dos Copas América, siendo subcampeón en la edición de 1979 y tres eliminatorias, logrando la clasificación a la Copa Mundial de Fútbol de 1982, en la que disputó dos partidos. Su último partido con La Roja fue el 11 de noviembre de 1985, en el contexto de las eliminatorias de 1986, saldando su paso con 48 partidos oficiales y 1 gol.

### Participaciones en Copas del Mundo
| Mundial                        | Sede   | Resultado     |
| ------------------------------ | ------ | ------------- |
| Copa Mundial de Fútbol de 1982 | España | Primera Ronda |

### Participaciones en Copa América
| Torneo            | Sede          | Resultado      |
| ----------------- | ------------- | -------------- |
| Copa América 1975 | Sin sede fija | Fase de grupos |
| Copa América 1979 | Sin sede fija | Subcampeón     |

#### Participaciones en Clasificatorias
| Eliminatorias                | País      | Resultado   | Posición   | Partidos | Goles |
| ---------------------------- | --------- | ----------- | ---------- | -------- | ----- |
| Eliminatorias Argentina 1978 | Argentina | Eliminado   | 2º Grupo 3 | 2        | 0     |
| Eliminatorias España 1982    | España    | Clasificado | 1º Grupo 3 | 3        | 0     |
| Eliminatorias México 1986    | México    | Eliminado   | Repechaje  | 8        | 0     |

## Clubes

### Como jugador
| Club                | País   | Año       |
| ------------------- | ------ | --------- |
| Magallanes          | Chile  | 1969-1973 |
| Unión Española      | Chile  | 1974-1976 |
| Palmeiras           | Brasil | 1977      |
| Cobreloa            | Chile  | 1978-1985 |
| Deportes Concepción | Chile  | 1986      |
| Audax Italiano      | Chile  | 1986      |
| Deportes Lozapenco  | Chile  | 1989      |

### Como entrenador
| Club               | País  | Año       | PJ | PG | PE | PP | Efectividad |
| ------------------ | ----- | --------- | -- | -- | -- | -- | ----------- |
| Unión San Felipe   | Chile | 2004      | 20 | 5  | 5  | 10 | 33.33%      |
| Santiago Wanderers | Chile | 2005-2006 | 35 | 10 | 7  | 18 | 35.23%      |
| Cobreloa           | Chile | 2010      | 28 | 11 | 6  | 11 | 46.42%      |
| Total              | Total | Total     | 83 | 26 | 18 | 39 | 38.56%      |

## Palmarés

### Campeonatos nacionales
| Título           | Club               | País  | Año  |
| ---------------- | ------------------ | ----- | ---- |
| Primera División | Unión Española     | Chile | 1975 |
| Primera División | Cobreloa           | Chile | 1980 |
| Primera División | Cobreloa           | Chile | 1982 |
| Primera División | Cobreloa           | Chile | 1985 |
| Tercera División | Deportes Lozapenco | Chile | 1989 |

### Distinciones individuales
| Distinción                                       | Año  |
| ------------------------------------------------ | ---- |
| Mejor Deportista del Fútbol Profesional de Chile | 1976 |
| Futbolista del año en Chile                      | 1982 |